# Crisis financiera en Letonia de 2008-2009

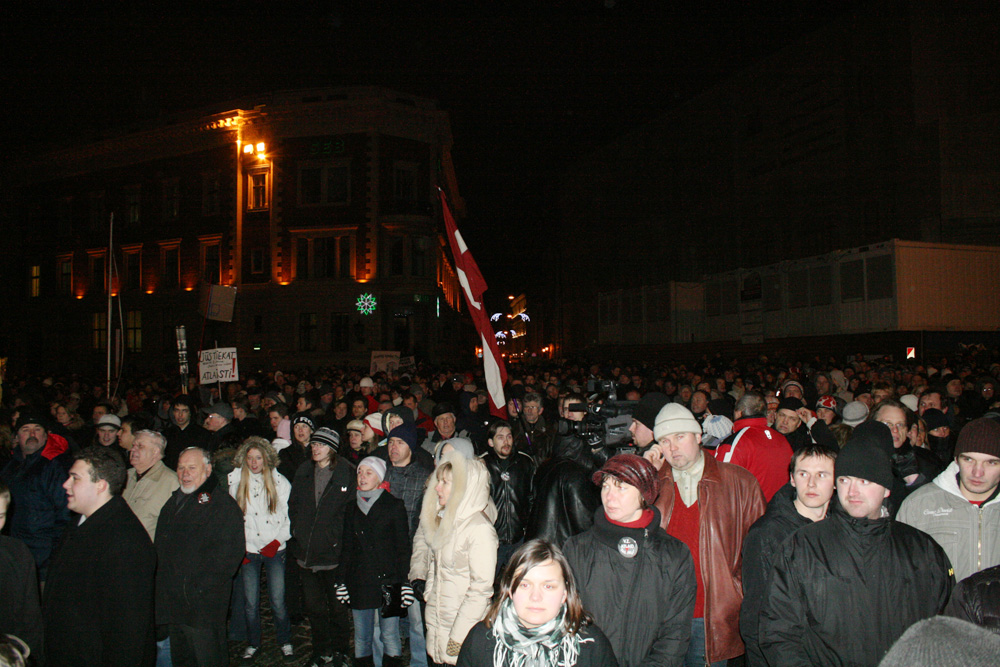
Disturbios del 13 de enero en Riga.

La crisis financiera letona de 2008-2009, parte de la crisis económica de 2008-2009, es una importante crisis económica y política que sucedió en Letonia. En el año 2008, después de años de auge económico, la economía letona tomó uno de los descensos más agudos del mundo, decreciendo en el último trimestre de 2008 en un 10,5%. El 8 de septiembre de 2008 Letonia se declaró en recesión ya que el PIB cayó del 0,2% en el segundo trimestre después de una caída del 0.3% en el primer trimestre. El 13 de enero de 2009, se vieron los peores disturbios desde el colapso de la Unión Soviética después de que más de 10 000 personas salieran a protestar en la capital, Riga, por el mal manejo de la crisis por parte del gobierno. En febrero de 2009, el Gobierno letón pidió al Fondo Monetario Internacional y a la Unión Europea un préstamo de emergencia por valor de 7500 millones de euros, mientras que al mismo tiempo el gobierno nacionalizaba el segundo banco más grande del país. Posteriormente, debido a las preocupaciones por la quiebra, Standard & Poor's rebajó la calificación crediticia de Letonia al grado de «no-inversión» BB+, o "basura". Además, su calificación se puso en perspectiva negativa, lo que indica una posible nueva reducción de ésta.  El 20 de febrero, el gobierno de coalición letón encabezado por el Primer ministro Ivars Godmanis colapsó.
De diciembre a enero, la tasa de desempleo aumentó en un 1,3%, alcanzando el 8,3%. Hacia marzo el desempleo se elevó hasta 16,1%. En junio aumento a 17,2% el segundo más alto después de España. El número de desempleados se ha duplicado desde el inicio de la crisis, y la tasa de desempleo se espera que siga aumentando, mientras en lo que se refiere a los sueldos se espera que haya una caída. Se espera que la economía letona se contraiga alrededor de un 12% en 2009. Pero incluso los sombríos pronósticos pueden ser demasiado optimistas, dado que la economía letona se redujo 18% en los tres primeros meses de 2009, la mayor caída de la Unión Europea. 
El 10 de agosto se informó que el producto interno bruto (PIB) se desplomó a un ritmo anual de 19,6% en el segundo trimestre de 2009, una caída más profunda que la baja de 18% del primer trimestre, aunque algo mejor que el colapso de 22% que habían previsto los economistas.
Ese mismo día la agencia Standart & Poor's (S&P) redujo la calificación de riesgo de la deuda soberana a largo plazo de Letonia de BB+ a BB.